# Hyposmocoma trilunella
Hyposmocoma trilunella là một loài bướm đêm thuộc họ Cosmopterigidae. Nó là loài đặc hữu của Maui. Loài địa phương ở Haleakala, nơi nó được tim thấy ở độ cao 5,000 feet.